# Сибирский русский народный хор
Государственный академический Сибирский русский народный хор — советский и российский музыкальный коллектив, один из первых профессиональных коллективов русской традиционной культуры, образованных в России.

## История
Днем рождения коллектива считают 9 мая 1945 года, когда состоялись первые публичные выступления Сибирского Ансамбля песни и пляски в Новосибирске. Но официально хор был основан 19 апреля 1944 года, когда Исполнительный Комитет Новосибирского Городского Совета восстановил в Новосибирске Городскую Филармонию, в которой был женский ансамбль песни и пляски, ставший исторической основой создания Сибирского хора. 
Основателем и первым художественным руководителем коллектива стал Заслуженный работник культуры РСФСР Николай Корольков (1897 —1969), первым хормейстером — А. П. Батурин, балетмейстерами — В. В. Ювачева и И. И. Россинская, концертмейстером — В. Н. Лебедев.
Художественную концепцию творческого развития Государственного академического Сибирского русского народного хора определили: композитор и дирижёр Валентин Левашов, хоровой дирижёр и композитор Андрей Новиков, композитор Вячеслав Мочалов.
За период творческой деятельности Государственный академический Сибирский русский народный хор неоднократно отмечался наградами, включая правительственные.
За участие во Всемирном фестивале молодёжи и студентов 1957 года в Москве коллективу Сибирского хора были присуждены: первая премия, золотая медаль и диплом первой степени.
География гастрольной деятельности Сибирского хора за шестидесятипятилетний исторический период составляет свыше 50 государств, в их числе: Франция, Германия, Бельгия, Чехословакия, Румыния, Монголия, Корея, Китай, Болгария и другие.
В  1994 году за заслуги в сохранении, развитии и трансляции лучших образцов культурного наследия коллектив Государственного Сибирского русского народного хора был удостоен звания — академический.
В 2007 году хор принял участие в VII Международном фестивале народного искусства в Китайской народной республике.
В июне 2008 года Сибирский хор по приглашению Федерального агентства по культуре и кинематографии принял участие во II-м Международном хоровом фестивале в г. Санкт-Петербурге.
В мае-июне 2009 года Государственный академический Сибирский русский народный хор был единственным представителем от России на прошедшем в Бельгии и Франции под эгидой ЮНЕСКО XXVI Всемирном фольклорном фестивале.
Основной вид деятельности Государственного академического Сибирского русского народного хора — развитие русского традиционного искусства и его продвижение в современном сообществе.
Богатое творческое наследие позволяет коллективу создавать яркие хоровые, танцевальные и музыкальные композиции, которые входят в «золотой фонд» русского традиционного искусства.
В составе труппы 80 артистов хора, балета и оркестра — исполнители со специальным профессиональным образованием.
Хоровой состав — 40 человек. В репертуаре хора более 500 песен. Главный хормейстер (на 2024 год) — Оксана Горшкова.
Балетная труппа — 24 человека. В репертуаре балета 60 хореографических постановок. Балетмейстер-постановщик (на 2024 год) — Андрей Степанов. Главный балетмейстер (на 2024 год) — Владимир Перлин.
Оркестр — 14 человек (группа баянов; струнная группа – домры, балалайки; группа деревянных духовых инструментов; ударник, перкуссия). В репертуаре 25 оригинальных оркестровых обработок. Руководитель оркестра (на 2024 год) — Александр Савин.
Кроме того, в репертуаре Сибирского хора 12 вокально-хореографических постановок с одновременным участием хора, балета, оркестра.
Художественный руководитель заслуженный артист России Николай Лугин.
Директор Государственного академического Сибирского русского народного хора — заслуженный работник культуры Российской Федерации — Екатерина Ковалева.

## Награды
- Благодарность Министра культуры и массовых коммуникаций Российской Федерации (12 апреля 2005 года) — за  вклад в развитие музыкального искусства и в связи с 60-летием со дня образования Государственного академического Сибирского русского народного хора[3]